# Arndorf (Gemeinde St. Veit an der Glan)
Arndorf ist eine  Ortschaft in der Gemeinde Sankt Veit an der Glan im Bezirk Sankt Veit an der Glan in Kärnten, in Österreich. Die Ortschaft hat 7 Einwohner (Stand 1. Jänner 2024). Sie liegt auf dem Gebiet der Katastralgemeinde Niederdorf.

## Lage

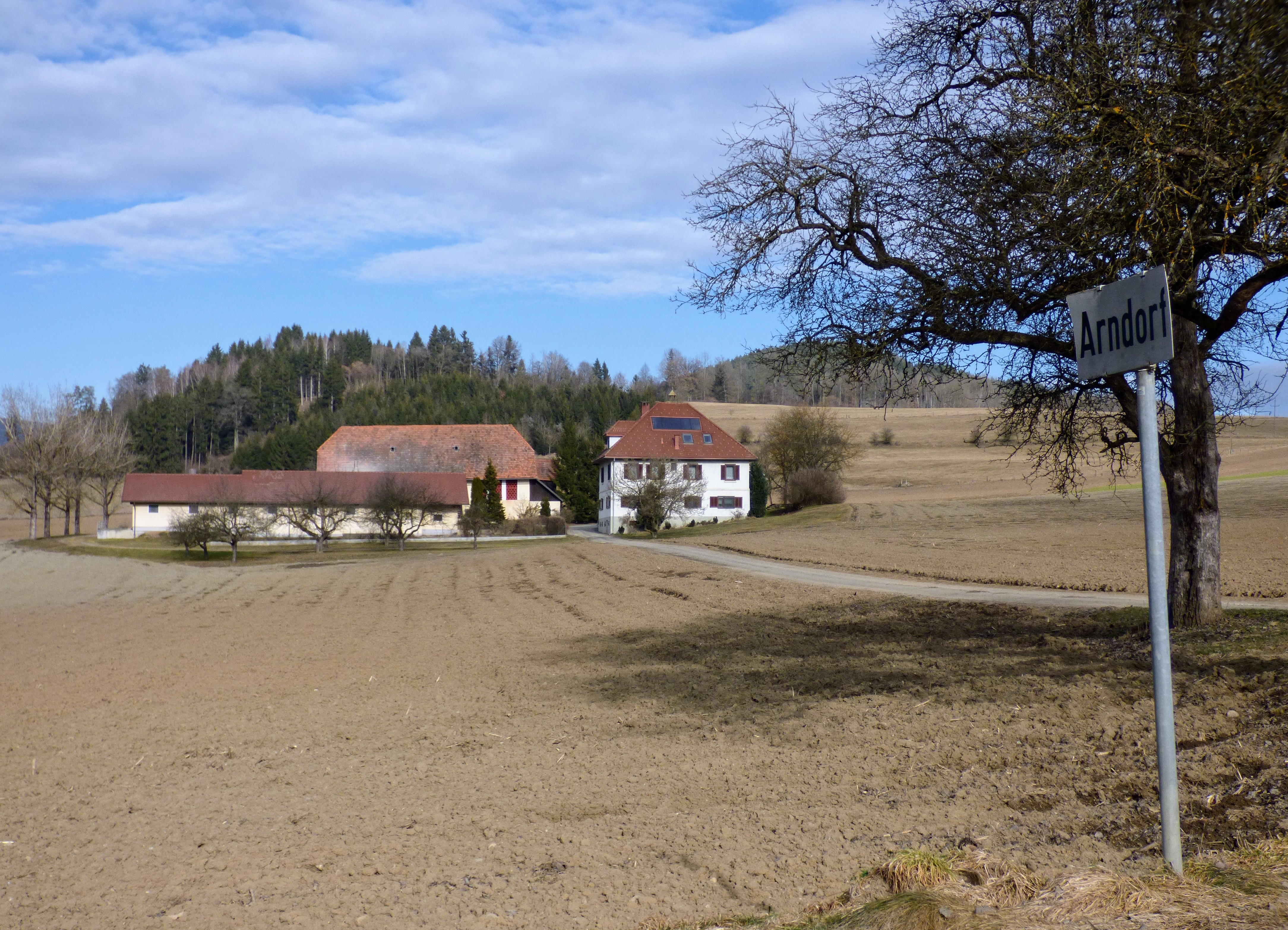
Hof Bierbaumer (Nr. 1).

Die Ortschaft liegt im Glantaler Bergland im Süden des Bezirks Sankt Veit, zwischen dem Muraunberg und der Ortschaft Hörzendorf. Sie umfasst den Hof Bierbaumer (Haus Nr. 1) westlich knapp außerhalb von Hörzendorf, die Volksschule (Haus Nr. 5) an der Muraunberg Landesstraße L72a, sowie eine kleine, schon im Franziszeischen Kataster als Arndorf bezeichnete Siedlung (Haus Nr. 2, 3, 4).

## Geschichte
In der Steuergemeinde Niederdorf liegend, gehörte der Ort in der ersten Hälfte des 19. Jahrhunderts zum Steuerbezirk Karlsberg. Bei Bildung der Ortsgemeinden im Zuge der Reformen nach der Revolution 1848/49 kam Arndorf an die Gemeinde Hörzendorf (die zunächst unter dem Namen Gemeinde Karlsberg geführt wurde), 1972 an die Gemeinde Sankt Veit an der Glan.

## Bevölkerungsentwicklung
Für die Ortschaft ermittelte man folgende Einwohnerzahlen:
- 1869: 5 Häuser, 38 Einwohner[3]
- 1880: 6 Häuser, 42 Einwohner[4]
- 1890: 6 Häuser, 61 Einwohner[5]
- 1900: 5 Häuser, 54 Einwohner[6]
- 1910: 5 Häuser, 42 Einwohner[7]
- 1923: 4 Häuser, 49 Einwohner[8]
- 1934: 47 Einwohner[9]
- 1961: 4 Häuser, 24 Einwohner[10]
- 2001: 5 Gebäude (davon 3 mit Hauptwohnsitz) mit 3 Wohnungen; 15 Einwohner und 0 Nebenwohnsitzfälle; 3 Haushalte; 2 Arbeitsstätten, 3 land- und forstwirtschaftliche Betriebe[11]
- 2011: 4 Gebäude, 9 Einwohner, 2 Haushalte, 2 Arbeitsstätten[12]
- 2021: 5 Gebäude, 8 Einwohner, 3 Haushalte, 4 Arbeitsstätten[13]